# Willy Clay Band
Willy Clay Band är ett svenskt countryband från Kiruna, bildat 2003, med tydliga influenser från amerikansk countrymusik. 

## Tiden före Rebecca Drive (2003–2004)
17 december 2003 genomförde Willy Clay Band sin första officiella spelning på Arran i Kiruna.
Bandet fortsatte att genomföra lokala spelningar innan de i maj 2004 åkte till Nashville för att knyta kontakter och testa sina låtar.
Under sommaren 2004 spelades bandets första demo in, man hann även med att spela på bland annat Kirunafestivalen.

## Rebecca Drive (2005–2006)
Januari 2005 påbörjades inspelningen av Rebecca Drive i Henderson, Nashville med Will Kimbrough (Rodney Crowell, Jimmy Buffett, Todd Snider, Kate Campbell m. fl.) som producenter. Garth Hudson (The Band) och Bucky Baxter (Bob Dylan, Steve Earle) deltog på inspelningen som gästmusiker.
Bandet genomförde ett antal spelningar under våren och sommaren innan Rebecca Drive släpptes i augusti 2005. Rebecca Drive släpptes i Sverige, Norge och Finland, därefter gav sig bandet ut på en kortare releaseturné i Sverige och Norge.
Under september 2005 genomförde Willy Clay Band ett så kallat showcase på Americana Music Conference i Nashville som enda icke-amerikanska band. I Nashville genomförde man ytterligare ett showcase i november för branschfolk i samarbete med Harland Howard Music. Under vistelsen hann bandet även med att genomföra radioshower och skriva material för den efterföljande skivan tillsammans med etablerade Nashville-låtskrivare.
En mindre Sverigeturné genomfördes under december som efterföljdes av ytterligare spelningar i Skottland under februari. Februari 2006 släpptes Rebecca Drive i Benelux-länderna via Sonic Rendezvouz/Klanderman Promotion, därefter släpptes den i Storbritannien under april 2006 genom Proper Music/Will McCarthy.
Under våren genomfördes en turné i norra Sverige och Skottland, samt i England där man spelade på klassiska Borderline i London. Efter hemkomsten gjordes ytterligare spelningar i Sverige och Norge.

## EP (2006–2007)
I slutet av juli 2006 spelade bandet in ett antal låtar som resulterade i minialbumet EP. Inspelningen genomfördes i Athletic Sound Studio, Halden, med Kai Andersen (Madrugada m.fl.) som producent. På en nyinspelning av låten Soldier medverkar sångerskan Tine Valand som gästartist.
Sommaren 2006 genomförde Willy Clay Band festivalspelningar i Sverige och Norge bland annat på Kirunafestivalen och Vinstra, dessutom spelar bandet förband till John Fogerty i Piteå och på Globen i Stockholm.
Inspelningar gjorda för radioshowen Brand New Country hamnade senare på Brand New Country, en samlings-CD som släpptes i samarbete med BBC Scotland. Förutom Willy Clay Band medverkar Buddy Miller, Mindy Smith, Patti Griffin, Mary Gauthier med flera.
Under oktober 2006 genomfördes en tre veckor lång turné i Skottland, Irland och England. EP släpptes i Sverige våren 2007 innan bandet genomförde en sommarturné på ett antal festivaler i Sverige och Norge
I maj 2009 genomfördes en nyrelease av Rebecca Drive och EP som en samling kallad Rebecca Drive XL

## Blue (2007–)

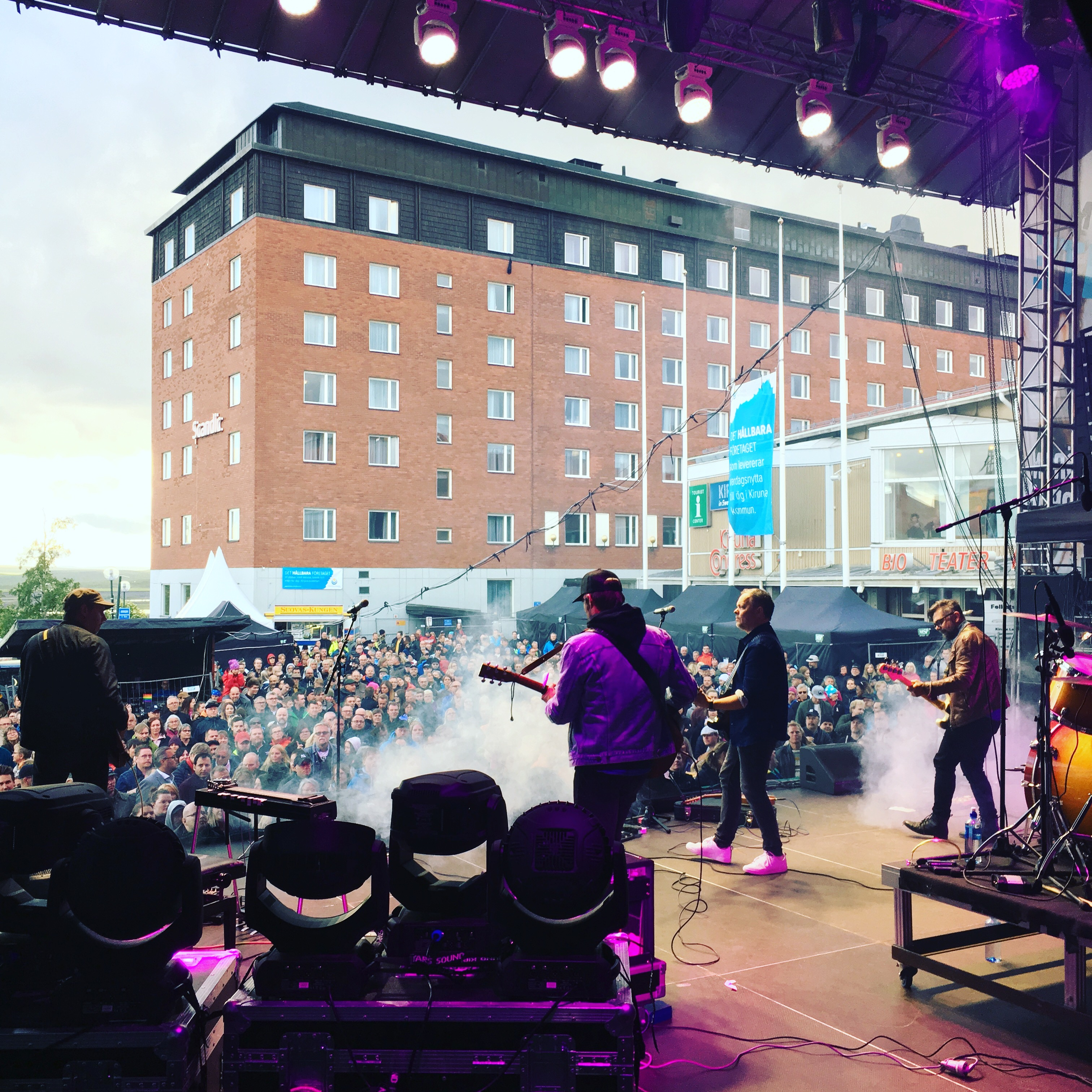
Willy Clay Band uppträder på Kirunafestivalens 20-årsjubileum 2019.

Hösten 2007 och den efterföljande våren 2008 handlade uteslutande om låtskrivande och lokala spelningar för bandet. Sommaren omfattade festivalspelningar i Sverige och Norge.
Ett år senare, under hösten 2008 och vintern 2009 skedde inspelningen av Blue i Junosuando, där en stuga inretts för att agera studio. Albumet producerades av Ollie Olson (Robyn, Christian Walz, Oh Laura m. fl.) och släpptes i slutet av oktober i Sverige genom Warner Sweden. 
På Kiruna Folkets hus genomfördes albumets releasekonsert (oktober). Inspelningar genomfördes även för SVT (Kexi) under hösten.
I skrivande stund[när var det?] planeras skivsläpp i Norge och Finland samt en turné i Sverige och Norge. Bandet har som första artist bokats på hemmaplan via Kirunafestivalen. 

## Diskografi
Studioalbum
- 2005 – Rebecca Drive
- 2009 – Blue

EP
- 2007 – EP

Samlingsalbum
- 2009 – Rebecca Drive XL